# Шеметен град
„Шеметен град“ (на английски: Spin City) е американска ситуационна комедия, излъчвана от 1996 до 2002 година по ABC. Сериалът е създаден по идея на Бил Лоурънс и Гари Дейвид Голдбърг, базиран на местното кметско управление на Ню Йорк. Излъчва се в шест сезона като общият брой на епизодите е 145.
Главната роля се изпълнява от Майкъл Джей Фокс, който се превъплъщава в заместник-кмета на Ню Йорк Майкъл Флеърти.
От 2000 година болестта на Паркинсон не позволява на Майкъл Джей Фокс да продължи участието си в сериала и мястото му е заето от Чарли Шийн, а Фокс се връща като гостуваща звезда.

## „Шеметен град“ в България
В България сериалът е излъчван по Канал 1. Излъчени са първите няколко сезона. В дублажа участват Веселин Ранков и Иван Танев.
През 2008 г. започват повторенията по bTV, всеки делничен ден от 23:30. След тяхното излъчване започват и премиерите на останалите няколко сезона. Дублажът е записан наново. Ролите се озвучават от артистите Даниела Горанова, Пламен Манасиев, Тодор Георгиев и Стефан Димитриев.
На 20 април 2009 г. започнаха повторения и по GTV, всеки делник от 22:00 по два епизода и с повторение от 17:00. На 10 февруари 2010 г. започва повторно излъчване по обновения bTV Comedy, всеки делничен ден от 08:00 по два епизода наведнъж с повторение на следващия ден от 00:00. На 9 август започва още веднъж, всеки делничен ден от 09:00 по два епизода с повторение от на следващия ден от 05:00.